# Pavel Korda (šipkař)
Pavel Korda (* 17. května 1971 Kutná Hora) je bývalý hráč šipek a sportovní komentátor se specializací na šipky na TV Nova. Je také propagátorem šipkového sportu a promotérem šipkových turnajů.

## Sportovní kariéra
Zúčastnil se mnoha turnajů na republikové i evropské scéně. Největším úspěchem je titul Mistra republiky družstev s týmem DC. Bizoni. Více než 10 let byl místopředsedou České šipkové organizace a spolupodílel se na vzestupu mezinárodního turnaje Czech Open. Jako manažer České juniorské reprezentace se podílel na historicky prvních medailích pro české šipky na mezinárodní scéně na WDF Europe Cup Youth 2008.

## Moderování a šipky
Jako sportovní komentátor působí v TV Nova od roku 2015. Komentuje veškeré šipkové turnaje vysílané na televizních kanálech Nova Sport..
Od roku 2015 zodpovídá za nominaci České republiky na PDC World Cup of Darts, kterého se česká reprezentace pravidelně účastní.
Je znám také jako aktivní propagátor šipek. Do východní Evropy, potažmo do České republiky, se mu podařilo prosadit historicky první turnaj konaný na tomto území v rámci série PDC European Tour. Ten se konal od 28. do 30. června 2019 pod názvem Czech Darts Open 2019 v PVA Expo Praha. Na turnaji se představilo 48 hráčů včetně světové jedničky Michaela van Gerwena, Petera Wrighta, Gerwyna Price, Adriana Lewise, Jamese Wadea a dalších. Historicky prvním vítězem se stal Jamie Hughes.
Působí též jako promotér šipkových exhibicí v České republice za účasti nejznámějších světových hráčů. V únoru 2018 uspořádal první šipkovou exhibici ve východní Evropě s názvem Rebel Prague Darts Masters 2018, která se konala v Praze v hale Královka. Akce se zúčastnili Michael van Gerwen, Raymond van Barneveld, Simon Whitlock a Wayne Mardle, exhibicí provázel šipkový caller Russ Bray. Z českých hráčů se představili Karel Sedláček, František Humpula, Michal Kočík a David Písek.
V listopadu téhož roku se exhibice konala ještě jednou pod názvem Rebel Prague Darts Masters Winter Classic 2018. Pozvání přijali opět Michael van Gerwen a Wayne Mardle, připojili se Peter Wright a Vincent van der Voort. Rozhodčím byl George Noble, nechyběl ani hlavní ceremoniář PDC John McDonald. Z českých hráčů se zúčastnili Karel Sedláček, Pavel Jirkal, Michal Ondo a Roman Benecký.
V roce 2019 navázal další exhibicí, kdy do České republiky pozval legendy šipek. Exhibice pod názvem Prague Darts Master Souboj legend 2019 se konala 1. listopadu opět v pražské hale Královka. Pozvání přijali 16násobný mistr světa Phil Taylor, Paul Lim, Martin Adams a Colin Lloyd. Z českých hráčů se představili Miloslav Navrátil, Karel Sedláček, Martin Hoffmann, Daniel Záruba a Michal Ondo.
Na začátku roku 2020 vystoupil v pořadu DVTV a promluvil o šipkách v České republice i ve světě.
Během pandemie koronaviru přišel s nápadem uspořádat historicky první ročník Tipsport Premier League 2020, který se vysílal na Nova Sport 2 a byl v tu dobu jediným přímým sportovním přenosem v České republice a jedním z mála v celé Evropě. Inspirací pro tento turnaj byla Premier League Darts a utkalo se v ní 10 českých šipkařů. Kvůli omezením vlády České republiky hráči hráli ze svých domovů a celá akce měla i charitativní účely.